# Ikv 72
Infanterikanonvagn 72 (сокращённо Ikv 72, со швед. пехотная артиллерийская машина) — шведская САУ поддержки пехоты, разработанная компанией Landsverk в начале 1950-х годов.

## Описание конструкции
Привод был на задние колеса, что необычно для шведской бронетехники. Несущие колеса устанавливались по два на колесных балках, которые подвешивались на торсионно-подрессоренных маятниковых рычагах. Пушка размещалась непосредственно в лобовой броне, поэтому угол горизонтальной наводки был ограничен 5° в каждом направлении. Уже при проектировании Ikv 72 было ясно, что калибр пушки должен быть не менее 10,5 см, но поскольку подходящего вооружения не было, в качестве временного решения решили использовать 75-мм пушку m/41 (ту же, что устанавливалась на Strv m/42).

## Дальнейшее развитие

### Ikv 102
В конце 1956—1958 годах Ikv 72 был перевооружён 105-мм штурмовой гаубицей. Эта модификация получила название Ikv 102. Частично были установлены бронелюки, которые могли прикрывать открытое боевое помещение. Изначально эта машина вела огонь только осколочно-фугасными снарядами, однако в 1960-х годах в ассортимент боеприпасов были добавлены кумулятивные.

### Ikv 103
Модернизированный вариант Ikv 102. Получил, в частности, новый двигатель, разработанный компанией «Бофорс», мощностью 150 л. с. при 3600 об/мин.